# Буралы (Илишевский район)
Буралы (баш. Буралы) — деревня в Илишевском районе Республики Башкортостан Российской Федерации. Входит в состав Итеевского сельсовета.

## География

### Географическое положение
Расстояние до:
- районного центра (Верхнеяркеево): 12 км,
- центра сельсовета (Итеево): 4 км,
- ближайшей ж/д станции (Буздяк): 119 км.

## Население
| 2002 | 2009 | 2010 |
| ---- | ---- | ---- |
| 241  | ↘220 | ↗235 |

Национальный состав
Согласно переписи 2002 года, преобладающая национальность — башкиры (91 %).